# ریچی اسمالوود
ریچی اسمالوود (انگلیسی: Richard Smallwood؛ زادهٔ ۲۹ دسامبر ۱۹۹۰) بازیکن فوتبال اهل بریتانیا است.
از باشگاه‌هایی که در آن بازی کرده‌است می‌توان به باشگاه فوتبال روترهام یونایتد و باشگاه فوتبال میدلزبرو اشاره کرد.